# Onthophagus subcancer
Onthophagus subcancer es una especie de insecto del género Onthophagus, familia Scarabaeidae, orden Coleoptera.
Fue descrita científicamente por Howden en 1973.